# R U Still Down? (Remember Me)
R U Still Down? (Remember Me) — другий посмертний альбом американського репера Тупака Шакура, виданий 25 листопада 1997 р. Є першим релізом, завершеним без його творчого внеску й виданим на лейблі його матері Amaru Entertainment.
RIAA сертифікувала окремок «Do for Love» золотим. Альбом став мультиплатиновим (наклад: 4 млн копій). Результат за перший тиждень: 549 тис. Станом на 2011 тираж у США становить 2 166 117 копій. Nas використав «I Wonder If Heaven Got a Ghetto» як семпл на «Black President» з платівки Untitled (2008).

## Подробиці
Виконавчі продюсери: Афені Шакур, Ліза Сміт-Патнем, We Got Kidz Productions. Співпродюсер: Калід Гафіз. Альбом містить раніше невиданий матеріал, записаний у період Strictly 4 My N.I.G.G.A.Z., Thug Life: Volume 1 та Me Against the World. Робота над R U Still Down? (Remember Me) провадилася під наглядом матері виконавця, Афені Шакур. На платівці відображено погляди репера на життя до його участі у конфлікті між Східним та Західним узбережжям. Тексти «Open Fire» і «Thug Style» віщують смерть Тупака. Буклет містить послання від репера: «Keep the faith in me. I will not let u down! love 2Pac». Світлину з обкладинки альбому раніше використали на задній обкладинці Strictly 4 My N.I.G.G.A.Z. (1993).
Після витоку оригінальних версій пісень стало очевидно, що до багатьох треків не внесли суттєвих змін, а лише зробили мастеринг, вдосконалили оригінальні інструментали й вокал. Приклади цього: «Hold On Be Strong», «Nothin' But Love», «Nothing to Lose», «Only Fear of Death», «When I Get Free II», «Open Fire». По суті ідентичні: «Lie 2 Kick It», «I'm Gettin' Money», «Thug Style». Треки з абсолютно новими інструменталами: «R U Still Down? (Remember Me)», «I Wonder If Heaven Got a Ghetto», «Hellrazor», «Enemies with Me». «Definition of a Thug Nigga» також потрапив до саундтреку фільму «Poetic Justice» (1993).

## Список пісень

### Диск 1
| №  | Назва                                  | Запрошені гості    | Продюсер                 | Тривалість |
| -- | -------------------------------------- | ------------------ | ------------------------ | ---------- |
| 1  | «Redemption»                           |                    | We Got Kidz, Ricky Rouse | 1:48       |
| 2  | «Open Fire»                            | Akshun             | Akshun                   | 2:52       |
| 3  | «R U Still Down? (Remember Me)»        |                    | Tony Pizarro, SR. Shakur | 4:07       |
| 4  | «Hellrazor»                            | Stretch, Val Young | QDIII                    | 4:15       |
| 5  | «Thug Style»                           |                    | We Got Kidz              | 4:16       |
| 6  | «Where Do We Go from Here (Interlude)» |                    | Tony Pizarro, 2Pac       | 4:31       |
| 7  | «I Wonder If Heaven Got a Ghetto»      |                    | Soulshock & Karlin       | 4:21       |
| 8  | «Nothing to Lose»                      | Y?N-Vee            | 2Pac, Live Squad         | 3:39       |
| 9  | «I'm Gettin' Money»                    |                    | Mike Mosley              | 3:32       |
| 10 | «Lie to Kick It»                       | Richie Rich        | Warren G                 | 3:39       |
| 11 | «Fuck All Y'all»                       |                    | We Got Kidz              | 4:32       |
| 12 | «Let Them Thangs Go»                   |                    | We Got Kidz              | 3:33       |
| 13 | «Definition of a Thug Nigga»           |                    | Warren G                 | 4:09       |

### Диск 2
| №  | Назва                                               | Запрошені гості             | Продюсер                 | Тривалість |
| -- | --------------------------------------------------- | --------------------------- | ------------------------ | ---------- |
| 1  | «Ready 4 Whatever»                                  | Big Syke                    | Johnny «J»               | 4:05       |
| 2  | «When I Get Free»                                   |                             | We Got Kidz              | 4:46       |
| 3  | «Hold On Be Strong»                                 | Stretch                     | Choo                     | 4:11       |
| 4  | «I'm Losin' It»                                     | Big Syke, Spice 1           | Tony Pizarro, SR. Shakur | 3:55       |
| 5  | «Fake Ass Bitches»                                  |                             | Johnny «J»               | 3:10       |
| 6  | «Do for Love»                                       | Eric Williams з Blackstreet | Soulshock & Karlin       | 4:42       |
| 7  | «Enemies with Me»                                   | Dramacydal                  | We Got Kidz              | 4:15       |
| 8  | «Nothin' but Love»                                  | Dave Hollister              | 2Pac, DJ Daryl           | 4:28       |
| 9  | «16 on Death Row»                                   |                             | 2Pac                     | 5:42       |
| 10 | «I Wonder If Heaven Got a Ghetto (Hip-Hop Version)» | Maxee                       | Soulshock & Karlin       | 4:40       |
| 11 | «When I Get Free II»                                | Yaki Kadafi                 | Chris Rosser             | 3:22       |
| 12 | «Black Starry Night (Interlude)»                    |                             | DJ Daryl                 | 0:48       |
| 13 | «Only Fear of Death»                                |                             | Live Squad               | 5:09       |

## Семпли
Definition of a Thug Nigga
- «Brother's Gonna Work It Out» у вик. Віллі Гатча
- «Ashley's Roachclip» у вик. The Soul Searchers
- «Wind Parade» у вик. Дональда Берда
- «Nuthin' but a 'G' Thang (freestyle remix)» у вик. Dr. Dre та Snoop Dogg

Ready 4 Whatever
- «1980» у вик. Ґіла Скотт-Герона

R U Still Down? (Remember Me)
- «He's a Fly Guy» у вик. Кертіса Мейфілда

Hellrazor
- «Free 'Em All» у вик. J-Flexx

Do for Love
- «What You Won't Do for Love» у вик. Боббі Колдвелла

Fuck All Y'all
- «Street Life» у вик. Geto Boys

I Wonder If Heaven Got a Ghetto
- «Two of Us» у вик. Cameo

Let Them Thangs Go
- «Flash Light» у вик. Parliament

Nothin' but Love
- «Something About That Woman» у вик. Lakeside

Nothing to Lose
- «The Grand Finale» у вик. The D.O.C.
- «Us» у вик. Ice Cube
- «I Wanna Hold on to You» у вик. Міші Періс

When I Get Free II
- «Synthetic Substitution» у вик. Melvin Bliss
- «Concerto for Jazz/Rock Orchestra, Part I» у вик. Стенлі Кларка

Where Do We Go from Here
- «May the Force Be with You» у вик. Bootsy's Rubber Band

Black Starry Night (Interlude)
- «Do It Roger» у вик. Роджера Трутмена

I Wonder If Heaven Got a Ghetto (Original Version)
- «Do It Roger» у вик. Роджера Трутмена

Lie to Kick It
- «Funky President» у вик. Джеймса Брауна
- «Haboglabotribin'» у вик. Бернарда Райта

Only Fear of Death
- «Hihache» у вик. Lafayette Afro Rock Band

## Невикористані треки
- «Scared Straight (Mike Mosley Remix)»
- «I Wonder If Heaven Got a Ghetto (Mike Mosley Remix)» (з участю Tammmi та Mike Mosley; пізніше видано на Platinum Plaques Майка Мослі [1999])
- «Thugz Get Lonely Too '97» (з участю Tech N9ne)
- «Dopefiends Diner (Shock G Remix)» (з участю Digital Underground)
- «I'm Getting Money (Mike Mosley Premix)» (з участю Kyle Rifkin)
- «I Wonder If Heaven Got a Ghetto (Soulpower Hip-Hop Remix Radio Edit)» (з участю Maxee; видано на синглі «I Wonder If Heaven Got a Ghetto»)

## Чартові позиції
| Чарт                      | Найвища позиція |
| ------------------------- | --------------- |
| Австралія                 | 50              |
| Австрія                   | 23              |
| Велика Британія           | 44              |
| Канада                    | 12              |
| Нідерланди                | 29              |
| Німеччина                 | 25              |
| Нова Зеландія             | 20              |
| США                       | 2               |
| US Top R&B/Hip-Hop Albums | 1               |
| Франція                   | 52              |
| Швеція                    | 41              |

## Сертифікації
| Країна          | Сертифікація  | Наклад   |
| --------------- | ------------- | -------- |
| Велика Британія | Золотий       | 100 тис. |
| США             | 4x Платиновий | 2 млн    |